# Fuseaux
I fuseaux (fusó o fuseau) sono dei pantaloni elasticizzati, spesso dotati di un elastico che gira sotto la pianta del piede per tenerli tesi, che sono caratterizzati per la loro aderenza al corpo. Lo stilista Emilio Pucci riscopre questo elemento e negli anni cinquanta crea un pantalone affusolato prendendo spunto dai primi pantaloni da sci elasticizzati con sottopiede inventati da Aallard, sarto di Megeve, una delle prime località sciistiche d'Europa, negli anni trenta.

## Storia
Vengono subito lanciati nel mondo della moda grazie a Audrey Hepburn, che li indossa nei film Sabrina e Cenerentola a Parigi. Negli anni sessanta Pucci disegnò una linea di pantaloni di seta, dotati di passanti sotto i piedi, che divennero molto popolari dopo che furono indossati da Audrey Hepburn in alcune pellicole, chiamati appunto fuseaux, derivante da fuso alla cui forma la fisionomia femminile assomiglierebbe quando vengono indossati. Con l'avvento dei tessuti elasticizzati, i fuseaux divennero popolarissimi nell'ambito dell'abbigliamento sportivo (principalmente sci e danza), ed in seguito come pantaloni femminili.
Venne poi creata una variante dei fuseaux più corta, che prese il nome di "Capri", com'è tuttora chiamata, dall'omonima isola di Capri meta in quegli anni dello star system hollywoodiano che qui passava molto tempo, e che come Audrey Hepburn e Sophia Loren indossava questi capi che coprivano dal bacino fino subito sotto le ginocchia, lasciando così il resto della gamba libero.
Molto in voga negli anni ottanta-novanta, venivano spesso utilizzati in abbinamento con gli stivali nella moda casual. Dai fuseaux derivano i leggings.